# Галерея Кольбер
Галерея Кольбер (фр. Galerie Colbert) — открытая в 1826 году галерея в Париже, которая ныне служит входом в Национальную библиотеку Франции. Длина галереи составляет 83 м, а ширина — 5 м.

## Географическое расположение
Галерея Кольбер находится во II парижском округе неподалёку от Пале-Рояль и в 50 м от галереи Вивьен, вместе с которыми образует крытый пассаж от Национальной библиотеки до Комеди Франсез. Адрес: 6, rue des Petits-Champs / 2, rue Vivienne.

## История
Галерея Кольбер была построена архитектором Бийо в 1826 году на месте бывшего отеля Кольбер (первой архитекторской работы Луи Лево), резиденции Кольбера и позже Филиппа Орлеанского. Поскольку галерея Кольбер была задумана как конкурент построенной тремя годами ранее галереи Вивьен, архитектура галереи Кольбер должна была превосходить внешний вид конкурента. Для этого была построена стеклянная ротонда диаметром 15 м в помпейском стиле, довольно редком для архитектуры Парижа. Однако несмотря на всю роскошь и красоту, галерея Кольбер не стала столь популярной, как галерея Вивьен, поскольку дорогие бутики и магазины оказались по карману лишь небольшой части парижан. Помимо модных бутиков, здесь также находились библиотеки, музыкальные и галантерейные магазины. Коммерческий провал стал особо заметен в 1830 году, после Июльской революции. В 1859 году галерея была завещана Институту Франции.
Галерея была едва спасена от сноса благодаря занесению в 1974 году в список исторических памятников Франции (откуда была исключена за 48 лет до этого). Одновременно новым владельцем галереи стала Национальная библиотека Франции. До 1975 года доступ в галерею был закрыт. Под руководством Луи Бланше галерея Кольбер была отреставрирована в 1985 году. Сейчас в ней не осталось ни одного бутика: Национальная библиотека оборудовала помещения галереи под книжный магазин, конференц-зал и для проведения художественных выставок. Ротонда служит входом в Национальную библиотеку. Рядом с галереей расположен знаменитый ресторан-брассери Le Grand Colbert.

## Устройство
Края круглой в плане галереи ограничены полуколоннами, стилизованными под мрамор. Над входом находится фреска, изображающая Кольбера и аллегорию Торговли. Бронзовая скульптура в центре ротонды выполнена в 1822 году Шарлем-Франсуа Нантёй-Лебёфом и изображает Эвридику, ужаленную змеёй.